# Boschpoort
Boschpoort est un quartier de l'arrondissement nord-ouest de la ville de Maastricht.

## Géographie
Boschpoort se trouve sur la Boscherweg au niveau de la sortie vers les villes belges de Smeermaas et Lanaken. Le quartier borde les quartiers de Belvédère et Frontenkwartier à l'ouest. Le Bosscherveld se trouve à l'ouest (au niveau de la Sandersweg et Zuid-Willemsvaart). Le Boschstraatkwartier est situé au sud. Sur le côté est (et nord) se trouve la Meuse. De l'autre côté de la Meuse se trouve le quartier de Borgharen.
Le quartier compte de nombreux cours d'eau : la Meuse, le Voedingskanaal (qui coupe le quartier en deux parties), le port Belvédère, le Zuid-Willemsvaart et le Verbindingskanaal. Il y a beaucoup de péniches sur le Zuid-Willemsvaart et le Verbindingskanaal, caractéristiques du quartier.

## Population et société

### Services
En raison de sa faible population, le quartier a peu d'installations privées. Il y a cependant un supermarché et des services de restauration. L'ancienne église paroissiale catholique romaine n'est plus utilisée pour le culte depuis 2009 et sert de centre de remise en forme.

### Patrimoine
Au 185 de la Boscherweg se trouve l'ancien siège de la direction d'une tannerie. Le siège, de 1907, présente les caractéristiques de style de l'Art nouveau. Bien qu'elle ne soit plus utilisée en tant que telle, l'église Saint-Hubert est une œuvre majeure de l'architecte Jules Kayser datant de 1925. C'est un exemple de l'architecture expressionniste en brique. Le complexe Boosten de l'architecte Alphons Boosten et datant de 1932 se compose d'habitations ouvrières.

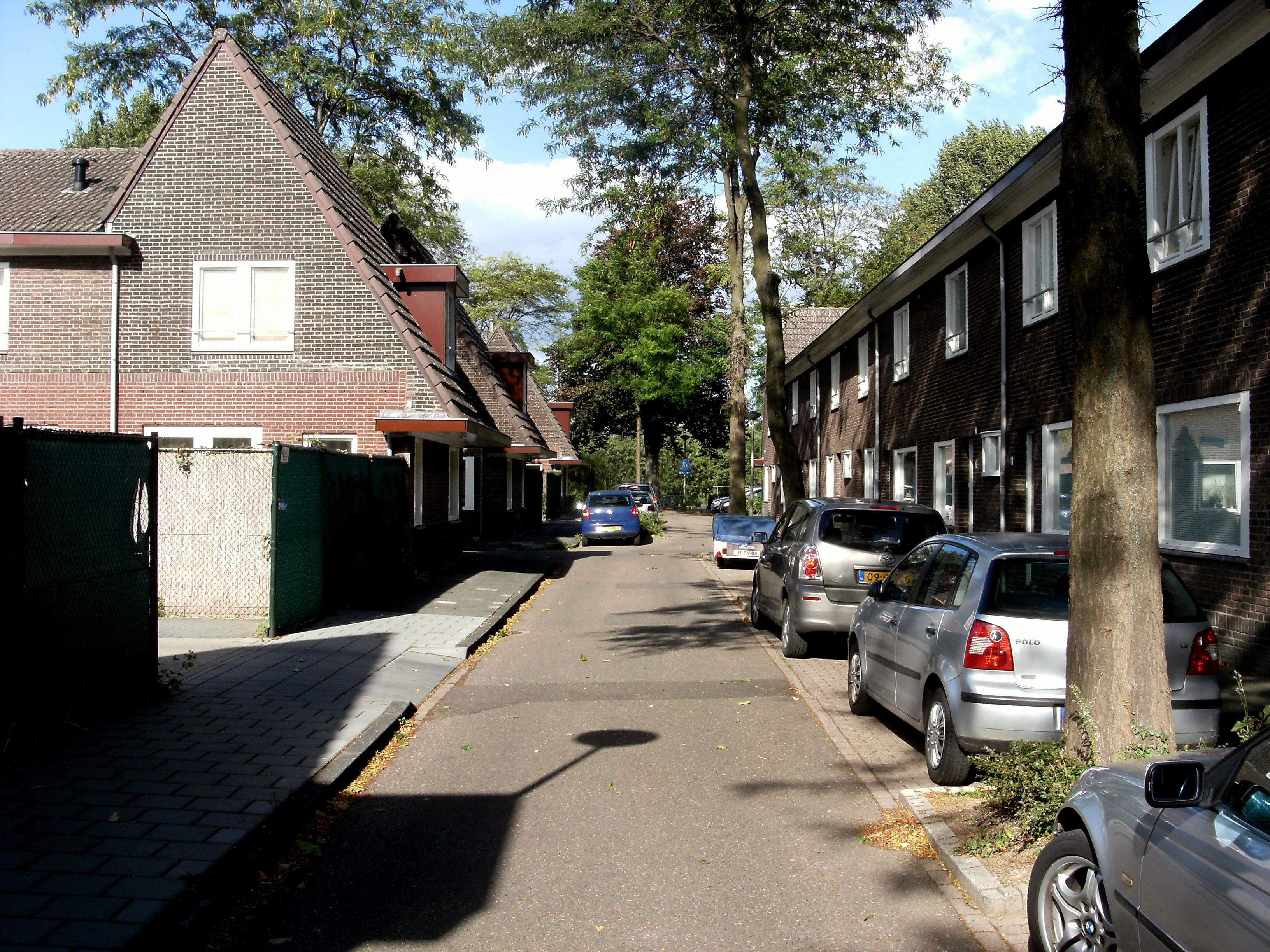
La Gebroeders van Limburgstraat.
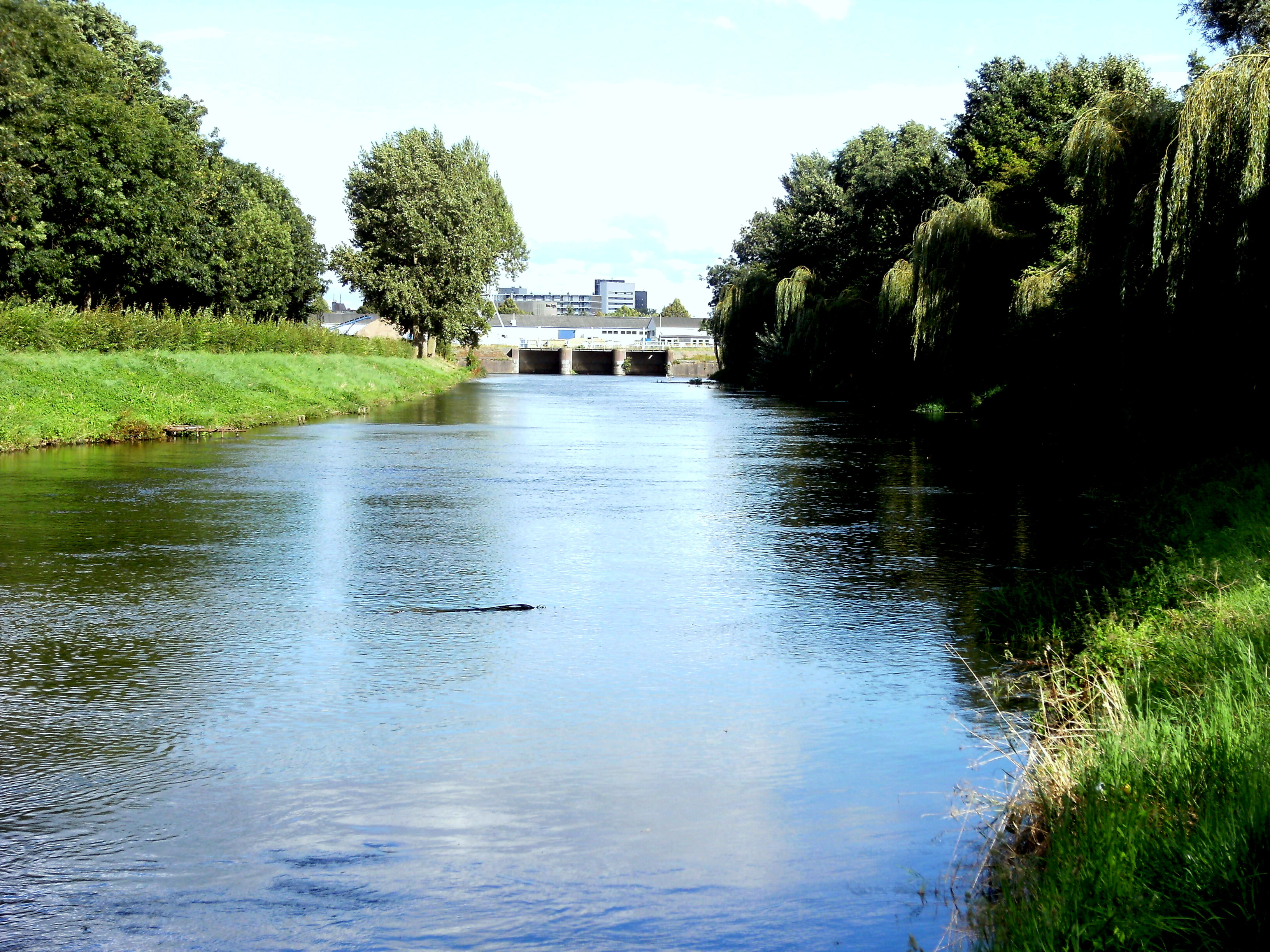
Voedingskanaal.
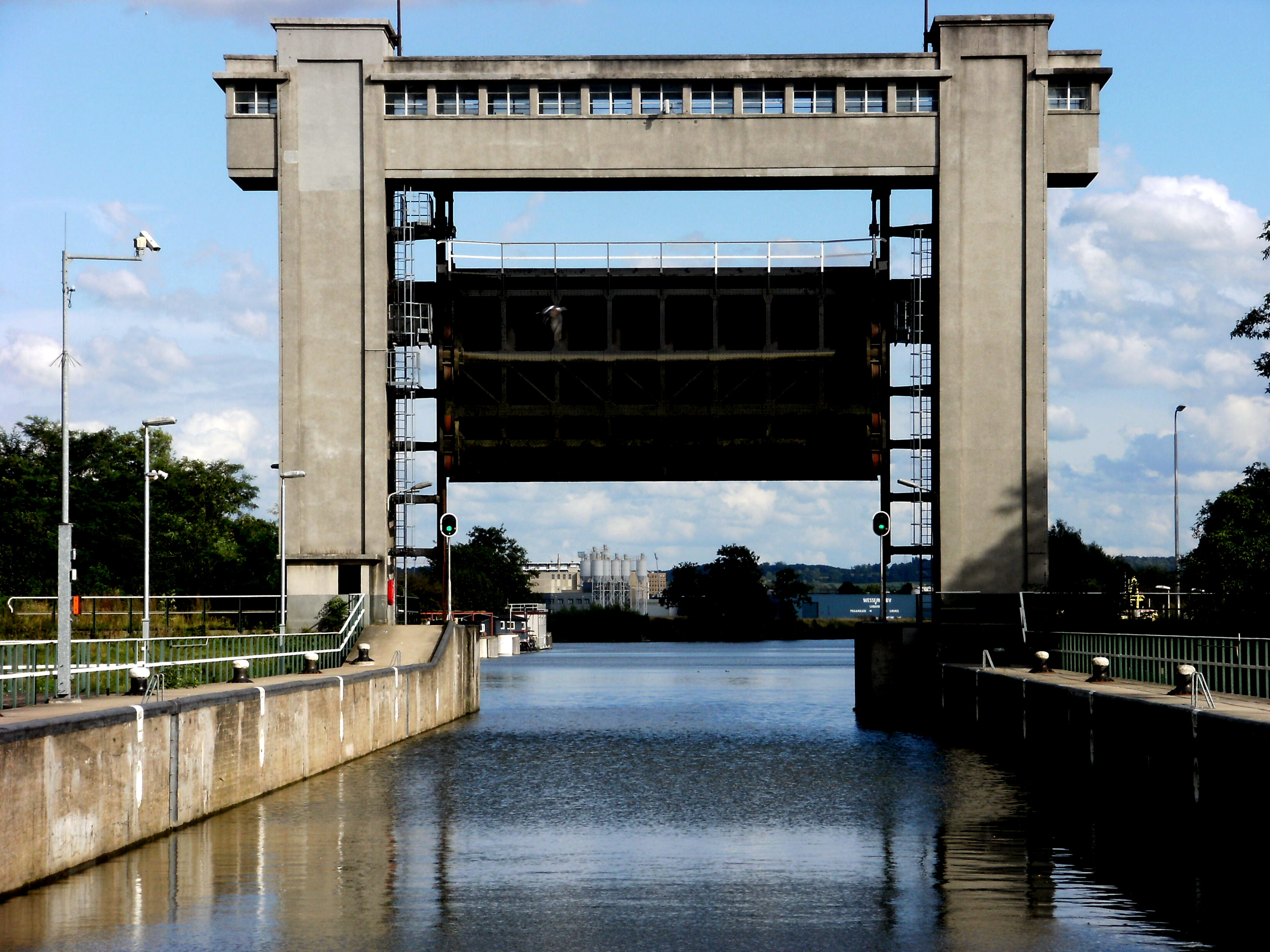
Écluse du Zuid-Willemsvaart.

### Projets
Le projet Belvédère prévoit l'aménagement du quartier Belvédère et de quartiers alentour, dont Boschpoort. Près de 220 appartements et maisons ont été construits au sud du port Belvédère.

## Sources
- (nl) Cet article est partiellement ou en totalité issu de l’article de Wikipédia en néerlandais intitulé « Boschpoort (wijk) » (voir la liste des auteurs).

## Compléments